# Peyton Stearns
Peyton Stearns (* 8. Oktober 2001 in Cincinnati, Ohio) ist eine US-amerikanische Tennisspielerin.

## Karriere
Stearns begann im Alter von fünf Jahren mit dem Tennissport und bevorzugt Hartplätze. Sie spielt bislang vorrangig auf der ITF Women’s World Tennis Tour, wo sie bislang je zwei Titel in Einzel und Doppel gewinnen konnte.
2017 gewann Stearns mit Partnerin Dalayna Hewitt den Titel im Doppel bei den Abierto Juvenil Mexicano.
2018 trat Stearns bei allen vier Grand Slams sowohl im Juniorinneneinzel als auch Juniorinnendoppel an. Bei den Australian Open erreichte sie im Juniorinneneinzel die zweite Runde, im Juniorinnendoppel mit Partnerin Hewitt das Viertelfinale. Bei den French Open schied sie im Juniorinneneinzel ebenso wie mit Partnerin Hewitt im Juniorinnendoppel bereits in der ersten Runde aus. In Wimbledon erreichte sie im Juniorinnendoppel die zweite Runde und im Juniorinnendoppel mit Partneri Hewitt das Halbfinale. Bei den US Open schied sie im Juniorinneneinzel abermals bereits in der ersten Runde aus, erreichte aber im Juniorinnendoppel mit Partnerin Elizabeth Mandlik das Achtelfinale. Im Oktober 2018 erhielt sie zusammen mit Partnerin Hailey Baptiste eine Wildcard für das Hauptfeld des mit 80.000 US-Dollar dotierten ITF-Turniers Mercer Tennis Classic 2018, wo die beiden aber bereits in der ersten Runde gegen die Paarung Sanaz Marand und Whitney Osuigwe mit 1:6 und 4:6 verloren.
2020 erreichte Stearns als Qualifikantin das Hauptfeld des Dameneinzel des mit 80.000 US-Dollar dotierten Bellatorum Resources Pro Classic 2020, wo sie aber bereits in der ersten Runde Greet Minnen mit 2:6 und 5:7 unterlag.

## College Tennis
Seit 2020 spielt Stearns im Team der Longhorns für die University of Texas at Austin und gewann im Mai 2021 die NCAA Division I Tennis Championships mit ihrer Mannschaft und im Einzel.

## Turniersiege

### Einzel
| Nr. | Datum            | Turnier  | Kategorie | Belag     | Finalgegnerin            | Ergebnis       |
| --- | ---------------- | -------- | --------- | --------- | ------------------------ | -------------- |
| 1.  | 19. Juni 2021    | Sumter   | ITF W25   | Hartplatz | Fernanda Contreras Gómez | 6:1, 6:2       |
| 2.  | 2. Oktober 2022  | Austin   | ITF W25   | Hartplatz | Clervie Ngounoue         | 6:1, 6:0       |
| 3.  | 16. Oktober 2022 | Florence | ITF W25   | Hartplatz | Alexandra Vecic          | 64:7, 6:2, 7:5 |
| 4.  | 29. Januar 2023  | Orlando  | ITF W25   | Hartplatz | Robin Montgomery         | 6:2, 6:0       |
| 5.  | 5. Februar 2023  | Rome     | ITF W60   | Hartplatz | Gabriela Knutson         | 3:6, 6:0, 6:2  |
| 6.  | 25. Mai 2024     | Rabat    | WTA 250   | Sand      | Mayar Sherif             | 6:2, 6:1       |

### Doppel
| Nr. | Datum              | Turnier  | Kategorie | Belag     | Partnerin      | Finalgegnerinnen                     | Ergebnis         |
| --- | ------------------ | -------- | --------- | --------- | -------------- | ------------------------------------ | ---------------- |
| 1.  | 18. Juni 2022      | Sumter   | ITF W25   | Hartplatz | Kylie Collins  | Allura Zamarripa Maribella Zamarripa | 6:3, 5:7, [10:7] |
| 2.  | 25. September 2022 | Berkeley | ITF W60   | Hartplatz | Elvina Kalieva | Allura Zamarripa Maribella Zamarripa | 7:65, 7:65       |

## Karrierestatistik und Turnierbilanz

### Einzel
Die letzte Aktualisierung erfolgte nach dem WTA-Turnier in Eastbourne 2025.
| Turnier                   | 2021      | 2022      | 2023      | 2024      | 2025      | T / T     | S/N       | Sieg%     |
| ------------------------- | --------- | --------- | --------- | --------- | --------- | --------- | --------- | --------- |
| Australian Open           | –         | –         | –         | 1         | 1         | 0 / 2     | 0:2       | 0 %       |
| French Open               | –         | –         | 3         | 3         | 1         | 0 / 3     | 4:3       | 57 %      |
| Wimbledon                 | –         | –         | 1         | 1         | 1         | 0 / 3     | 0:3       | 0 %       |
| US Open                   | Q1        | 1         | AF        | 3         |           | 0 / 3     | 5:3       | 63 %      |
| Doha                      | a. K.     | –         | a. K.     | 1         | 2         | 0 / 2     | 1:2       | 33 %      |
| Dubai                     | –         | a. K.     | –         | 2         | AF        | 0 / 2     | 3:2       | 60 %      |
| Indian Wells              | Q2        | –         | 2         | 2         | 1         | 0 / 3     | 2:3       | 40 %      |
| Miami                     | –         | –         | Q2        | 2         | 2         | 0 / 2     | 2:2       | 50 %      |
| Madrid                    | –         | –         | –         | 1         | AF        | 0 / 2     | 3:2       | 60 %      |
| Rom                       | –         | –         | –         | –         | HF        | 0 / 1     | 5:1       | 83 %      |
| Kanada                    | –         | –         | 1         | VF        |           | 0 / 2     | 3:2       | 60 %      |
| Cincinnati                | Q1        | Q2        | 1         | 1         |           | 0 / 2     | 0:2       | 0 %       |
| Guadalajara               | a. K.     | –         | 1         | a. K.     | a. K.     | 0 / 1     | 0:1       | 0 %       |
| Peking                    | n. a.     | n. a.     | 1         | 3         |           | 0 / 2     | 2:2       | 50 %      |
| Statistik                 | Statistik | Statistik | Statistik | Statistik | Statistik | S/N       | S/N       | Sieg%     |
| Gewonnene Titel           | 1         | 2         | 2         | 1         | 0         | Gesamt: 6 | Gesamt: 6 | Gesamt: 6 |
| Gesamt-Siege/-Niederlagen | 8:9       | 33:15     | 45:23     | 25:23     | 17:14     | 128:84    | 128:84    | 60 %      |
| Jahresendposition         | 392       | 209       | 53        | 48        |           | N/A       | N/A       | N/A       |

Zeichenerklärung: S = Turniersieg; F, HF, VF, AF = Einzug ins Finale / Halbfinale / Viertelfinale / Achtelfinale; 1, 2, 3 = Ausscheiden in der 1. / 2. / 3. Hauptrunde; KF (kleines Finale) = unterlegen im Spiel um Platz drei; RR = Round Robin (Gruppenphase); n. a. = nicht ausgetragen; a. K. = andere Kategorie; PO (Play-off) = Auf- und Abstiegsrunde im Billie Jean King Cup; K1, K2, K3 = Teilnahme in der Kontinentalgruppe I, II, III im Billie Jean King Cup.
Anmerkung: Diese Statistik berücksichtigt alle Ergebnisse im Einzel bei ITF- und WTA-Turnieren. Als Quelle dient die ITF-Seite der Spielerin. Dargestellt sind nur WTA-Turniere der Kategorie 1000 (seit 2021).